# 魏公村
39°57′21″N 116°19′12″E / 39.9558958°N 116.3201374°E

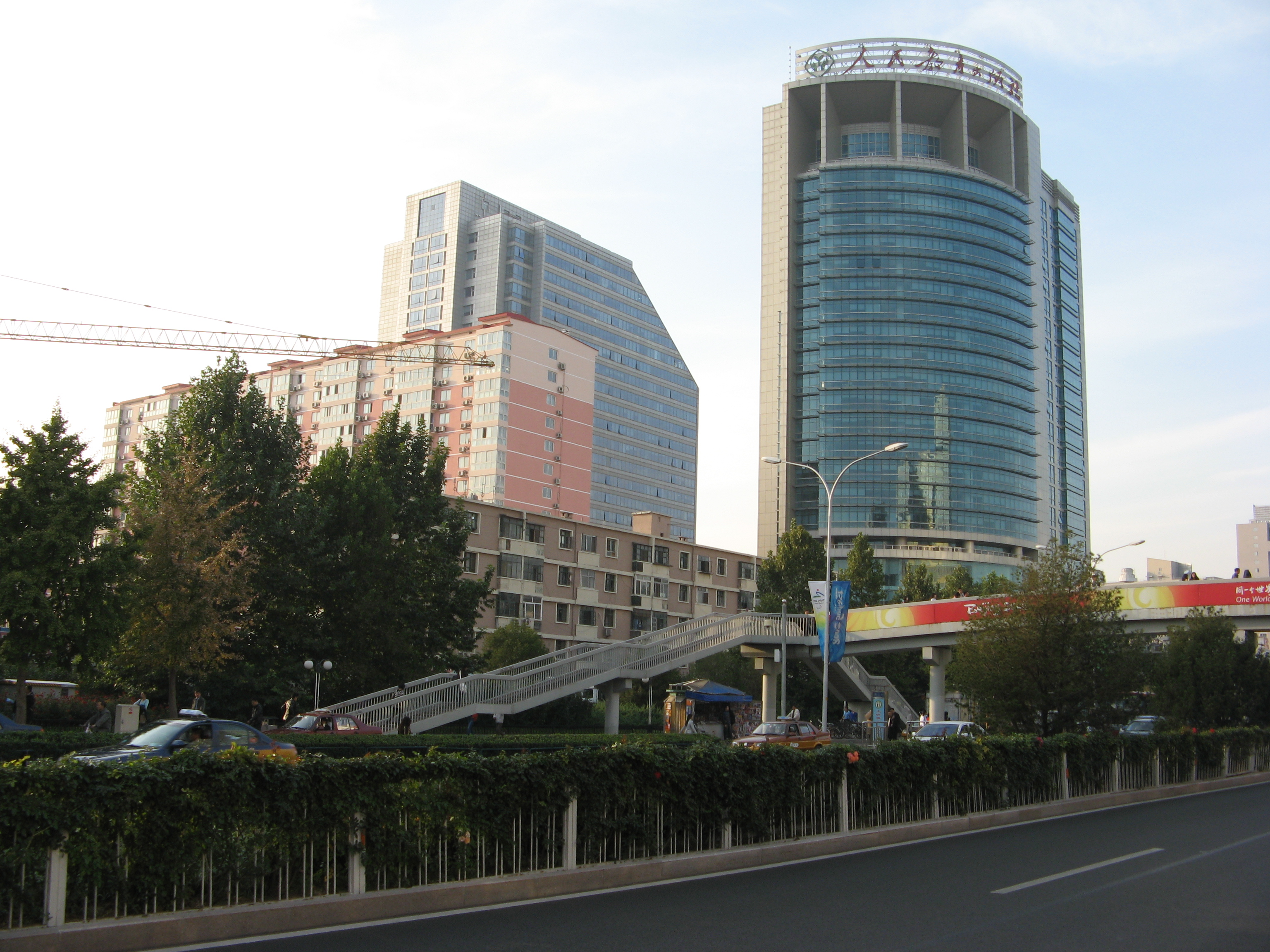
人民教育出版社

魏公村 为北京的一个地名，大致位于海淀区中关村南大街、三环路和魏公村路所包围的地区，属于紫竹院街道辖区。
附近有多处地理名称以魏公村命名，包括多个公交车站，如魏公村西口（现改为为公桥站），魏公村等。
附近重要的机构有中国农业科学院、北京外国语大学、北京理工大学、中央民族大学等。

## 命名
元代时期，回鹘的首领向蒙古汗国称臣，元大都西的畏吾村成为回鹘人聚居地。元朝大臣廉希憲家族安葬于高粱河畔，守墓人在附近繁衍生息，使得周边逐渐成为畏兀儿人在京郊的聚居点。
在明代张爵《京师五城坊巷胡同集》中称“畏吾村”，后来又称“畏兀村”。成化年间，太监墓志铭将该村称作“谓务村”。
清代乔松年《萝藦亭札记》载：“畏兀村，盖京西直门外村名，本西域畏吾部落，元太祖时归来，聚于此地，以称村焉。” 道光十四年（1834年），仍以畏吾村为名。但畏兀村的畏兀儿人因一直信仰佛教，逐渐融入当地汉、满、回族中。
中华民国四年（1915年）绘制的《实测京师四郊图》始称“魏公村”。根据中央民族大学教授杨圣敏的调查，1949年魏公村只有17户汉族农户。此后，魏公村周边相继建起北京外语学院、中央民族学院、北京工业学院和中国气象局等单位。
“文革”期间被改为“为公村”，1982年恢复原名“魏公村”，而此时随着改革开放的推进，个体工商户逐渐放开，魏公村也于1983年出现了第一家维吾尔族餐厅，至1996年已有18家维吾尔族餐馆，魏公村也被北京市民称为“新疆村”，除此之外，魏公村一带也出现了东乡族、藏族、朝鲜族、傣族、彝族等民族经营的餐馆，并逐渐发展成多民族餐馆一条街。